# Bradypodion oxyrhinum
Bradypodion oxyrhinum este o specie de cameleoni din genul Bradypodion, familia Chamaeleonidae, descrisă de Charles J.J. Klaver și Böhme 1988. Conform Catalogue of Life specia Bradypodion oxyrhinum nu are subspecii cunoscute.